# Tomáš Zima
Tomáš Zima (* 2. července 1966 Praha) je český lékař, specializací biochemik, mezi roky 2014–2022 rektor Univerzity Karlovy a v letech 2005–2012 děkan 1. lékařské fakulty Univerzity Karlovy v Praze.
V prezidentských volbách v roce 2023 získal 0,55 % hlasů a skončil na posledním 8. místě.

## Osobní život

### Profesní kariéra
Po ukončení Gymnázia Botičská v roce 1984 pokračoval studiem všeobecného lékařství na Fakultě všeobecného lékařství Univerzity Karlovy, kterou absolvoval v roce 1990. Členem Komunistické strany Československa byl v letech 1983 až 1990, své členství později zdůvodňoval zájmem o veřejné záležitosti lidu Československé socialistické republiky.
Od roku 1990 pak působí na Ústavu lékařské chemie na 1. lékařské fakultě UK nejprve jako asistent a interní vědecký aspirant, později jako odborný asistent, docent a zástupce přednosty ústavu pro výuku. Pracoval jako sekundář na Záchytné stanici Praha a hemodialyzačním středisku I. interní kliniky (následně vyčleněné v samostatnou Kliniku nefrologie 1. LF UK a VFN). Atestoval se v oboru vnitřní lékařství, nástavbové specializaci nefrologie a získal dvě atestace z klinické biochemie.
V roce 1996 se na 1. lékařské fakultě UK habilitoval a o pět let později byl jmenován profesorem Univerzity Karlovy v oboru lékařská chemie a biochemie. Od roku 2007 je čestným profesorem na Státní lékařské Univerzitě J. Y. Horbačevského v Ternopilu. V letech 2000–2003 absolvoval kurs MBA na Pražské mezinárodní manažerské škole Vysoké školy ekonomické.
Od roku 1999 je přednostou Ústavu lékařské biochemie a laboratorní diagnostiky 1. LF UK a VFN, kde je také vedoucím referenční laboratoře pro klinickou biochemii.
K roku 2022 měl jeho Hirschův index hodnotu 35, což značí excelenci ve vědecké komunitě. Je autorem stovek článků v časopisech s impakt faktorem a řady knih a kapitol v odborných knihách. Jako přednášející byl pozván na stovky přednášek v tuzemsku i v zahraničí.

### Akademické a další funkce
Roku 2005 byl zvolen děkanem 1. lékařské fakulty Univerzity Karlovy na období 2005–2008, v roce 2008 byl znovuzvolen na období 2008–2012.
V letech 1998–2005 zasedal v Akademickém senátu 1. LF UK, v období 2001–2004 jako jeho místopředseda. Působí či působil také jako člen Učené společnosti České republiky, České lékařské akademie, vědeckých rad 1. LF UK, 2. LF UK, Univerzity Karlovy, VFN v Praze, IKEMu, České lékařské komory, Masarykovy Univerzity, Veterinární univerzity, Vysoké školy ekonomické a IGA MZ ČR. Zasedá v mnoha redakčních radách odborných periodik (Adiktologie, Folia Biologica aj.), odborných společnostech a také v grantových komisích. Od roku 2001 je soudním znalcem se zvláštní specializací pro klinickou biochemii a laboratorní medicínu a od roku 2006 působí jako předseda Nadačního fondu Scientia. Je zakladatelem a prvním předsedou Asociace výzkumných univerzit.
Dne 25. října 2013 jej Akademický senát Univerzity Karlovy zvolil 508. rektorem Univerzity Karlovy v Praze. Do volby se přihlásili tři kandidáti. V prvním kole vypadl děkan Filozofické fakulty Michal Stehlík. Ve druhém skončil prorektor pro rozvoj Stanislav Štech s poměrem hlasů 27:33 vůči Zimovi. Ve třetí fázi pak Zima obdržel nadpoloviční většinu 42 ze 70 hlasů (potřeba 36 hlasů) a stal se rektorem na čtyřleté funkční období, začínající od února 2014. Po volbě uvedl: „Budu se snažit, aby se univerzita rozvíjela jako moderní, vizionářská, ale i tradiční instituce.“ Prezident republiky Miloš Zeman jej jmenoval 21. ledna 2014 a funkce se ujal 1. února téhož roku.
V říjnu 2017 byl zvolen rektorem i pro své druhé funkční období, když porazil protikandidáta Jana Černého. Akademický senát mu dal 51 z 68 hlasů. Na konci ledna 2018 jej do této funkce opět jmenoval prezident Miloš Zeman, a to s účinností od 1. února 2018. Na konci července 2019 skončil ve funkci předsedy České konference rektorů a nahradil jej Petr Sklenička z ČZU v Praze.
V roce 2016 obdržel čestné doktoráty od Užhorodské národní univerzity a Prešovské univerzity v Prešově.

### Soukromý život
Z prvního manželství má dvě děti: Markétu (* 1995) a Jiřího (* 2000). Z dalšího vztahu s Anetou Zimovou má syna Tomáše Mořice (* 2020).

## Politické názory
Zima podporuje civilní držení zbraní, přičemž to pro něj představuje „principiální záležitost“; sám palné zbraně vlastní. Prohlásil, že „větší restrikce by, byly na úkor záležitostí spojených s ochranou svobody jednotlivců, ale i státu“. Jakožto prezident by vetoval případné omezování legálního civilního držení zbraní.

## Kandidatura na prezidenta
V roce 2020 oznámil svůj zájem o kandidaturu na úřad prezidenta České republiky. Dne 26. května 2022 svou kandidaturu v prezidentských volbách v roce 2023 v pořadu Epicentrum na Blesk.cz potvrdil. Oznámil též, že chce do voleb jít jako občanský kandidát.
V říjnu 2022 Zima uvedl, že nasbíral kolem 37 tisíc podpisů občanů. Jeho kandidaturu podpořilo rovněž 13 senátorů, konkrétně Jiří Cieńciała, Ondřej Feber, Václav Chaloupek, Ladislav Chlupáč, Ladislav Kos, Věra Procházková, Jaromír Strnad, Jan Tecl, Ivo Trešl, Ladislav Václavec, Jaroslav Větrovský, Jiří Vosecký a Jan Žaloudík. Jeho kandidatura byla Ministerstvem vnitra zaregistrována i přes spekulace o tom, že by podpisy senátorů, jimž mandát po senátních volbách 2022 zanikl, nemusely být platné.
Kandidaturu Tomáše Zimy podpořili např. plastický chirurg Jan Měšťák a bývalý předseda Akademie věd ČR Václav Pačes.
Jeho volební preference se v průzkumech veřejného mínění pohybovaly kolem 1 %. V samotných volbách skončil na posledním osmém místě se ziskem 30 827 hlasů (0,55 %). Do druhého kola voleb nepodpořil žádného z kandidátů.

## Kontroverze

### Členství v SSM a KSČ
Tomáš Zima byl v letech 1983 až 1990 členem Komunistické strany Československa. Do KSČ vstoupil ještě před svou maturitou. V roce 1989 byl předsedou výboru Socialistického svazu mládeže na Fakultě všeobecného lékařství Univerzity Karlovy. Tomáš Zima sám uvedl, že byl členem KSČ pět let před rokem 1989, z čehož se dle svých slov poučil, a od té doby již nikdy nebyl členem žádné politické strany ani hnutí a že se zasadil o povolení demonstrace studentů na Albertově v roce 1989, jež sehrála důležitou roli při Sametové revoluci.

### Albertov
Jako rektor odsoudil hvízdání a pokřik studentů na vzpomínkové akci 17. listopadu 2014 na Albertově. „Hvízdot ozývající se při zpěvu studentské hymny považuji za neúctu a pošlapání památky těch, kdo stáli na Albertově v roce 1939 a 1989,“ uvedl Tomáš Zima. Studentům vadila účast prezidenta republiky Miloše Zemana, bývalých komunistických kariéristů a dalších, podle rektora však protesty narušily uctění památky. Někteří akademici, především z Filozofické fakulty, ho vyzvali k omluvě. Zima reagoval vyjádřením, že v osobní rovině také nesouhlasil s některými Zemanovými postoji a vyslovil nesouhlasné stanovisko k prezidentově nepozvání dvou rektorů na oslavu státního svátku. K incidentu na Albertově dodal: „Házeni vajíček ze strany některých demonstrantů nicméně považuji za neslušné. […] Chování těchto lidí jsem ostatně nekritizoval já sám, ale i zástupci Studentské unie UK a Studentské komory Rady vysokých škol“.

### Jmenování děkanky FSV UK
V lednu 2018 jmenoval Alici Němcovou Tejkalovou děkankou Fakulty sociálních věd Univerzity Karlovy. Nevyslyšel tak otevřený dopis asi stovky českých i zahraničních akademiků, kteří jí vyčítali, že publikovala články v takzvaných predátorských časopisech.

### Martin Kovář
V roce 2018 obvinili tři doktorandi na Filozofické fakultě prorektora UK profesora Martina Kováře z plagiátorství. Rektor Tomáš Zima se k obvinění nejprve odmítl vyjádřit, následně si nechal vypracovat odborné posudky, podle nichž k plagiátorství nedošlo. Etická komise fakulty se ohradila proti zasahování do nezávislosti prošetřování i způsobu zadání posudků. Přes 60 českých historiků označilo obsah posudků za problematický, kritici také poukázali na blízké vztahy Kováře s autory posudků, jakožto i střet zájmů na straně rektora. Etická komise FF UK došla k závěru, že se Kovář plagiátorství dopustil. Vypracovaný znalecký posudek na VŠE, kde Kovář také vyučuje, a stanovisko Etické komise na VŠE naopak konstatovalo, že se plagiarismu nedopustil. Kovář po propuknutí kauzy z UK odešel, a následně se na ni krátce vrátil jako konzultant.

### Home Credit
V říjnu 2019 uzavřela univerzita partnerství se společností Home Credit. Stovky studentů, absolventů i vyučujících se proti smlouvě postavily. Poukazovali na problematická ustanovení smlouvy a rizika ovlivňování akademické práce, neetické jednání Home Creditu i napojení společnosti na Čínu. Vzniklo několik petic a dopisů, které požadovaly zrušení smlouvy, rezignaci rektora a nastavení transparentních pravidel sponzorování univerzity. Zima smlouvu hájil, v reakci na kritiku veřejnosti však Home Credit od smlouvy odstoupila.

### Covid-19
V roce 2020 v začátcích pandemie covidu-19, vyzýval k zachování chladné hlavy při řešení pandemie covidu-19, vyzýval k rozvolnění protiepidemických opatření (např. podepsal Výzvu jedenácti), podle některých názorů šířil dezinformace, prosazoval strategii promořování a očkování zejména rizikových skupin a seniorů a odmítal plošné nošení roušek (tam kde se nesetkávají lidé). Od jeho vyjádření se distancovala vědecká rada Přírodovědecké fakulty UK.
V lednu 2021 se covidem-19 nakazil a byl ve vážném stavu hospitalizován s dýchacími obtížemi a připojen k přístroji ECMO. V červnu 2021 uvedl, že se spletl jen v tom, že koronavirus má menší smrtnost než chřipka, za ostatními výroky si však stojí. V rozhovoru hájil ideu promořování mladých, poukazoval nesmyslnost plošného testování i plošného nošení roušek (roušky v obchodech a v jiných místech kde se setkávají lidé však podporoval). Uvedl, že mladé lidi by očkoval až následně po pročkování starších a rizikových skupin osob. V červenci 2021 za své výroky k pandemii covidu-19 obdržel ocenění Bludný balvan (tzv. Bludný koviďák v mimořádné „covid kategorii družstev“) občanského sdružení Český klub skeptiků Sisyfos.

## Ocenění[62]
- Pamětní list University Heidelberg (2021)
- Pamětní medaile 100 let Československé obce legionářské (2021)
- Medaile Wernera von Siemense za osobní přínos k rozvoji českého vysokého školství (2020).
- Cena ČSKB „ Za nejlepší publikaci z oboru klinická biochemie a laboratorní medicíny za rok 2017“ doc. Ing. D. Springer a kol. za práci „Thyroid in Pregnancy : from Physiology to screeing“; CriticalReviews in Clinical Laboratory Sciences 54(2) 2017: 102-116 (2018)
- Zlatá pamětní medaile VFU Brno (2018)
- Zlatá medaile Univerzity Komenského v Bratislavě (2018)
- Řád rytířů Rizala (Filipíny) – komandér (2011)[63]